# Летник (Песчанокопский район)
Летник (также известно как село Летницкое) — село в Песчанокопском районе Ростовской области.
Административный центр Летницкого сельского поселения.

## География
Село Летник раскинулось по берегам реки Большой Егорлык, при впадении в неё реки Большой Гок. Село расположено на югу Песчанокопского района в 31 км к юго-востоку от села Песчанокопского в равнинной местности, пересечённой несколькими оврагами и балками.

### Уличная сеть
| - ул. Горького, - ул. Калинина, - ул. Кирова, - ул. Комсомольская, - ул. Ленина, - ул. Лермонтова, - ул. Ломоносова, - ул. Маяковского, | - ул. Мичурина, - ул. Московская, - ул. Набережная, - ул. Некрасова, - ул. Пушкина, - ул. Семенова, - ул. Советская, | - ул. Степная, - ул. Тихвинская, - ул. Черняховского, - ул. Чехова, - пер. Мирный, - пер. Урожайный, - пер. Южный. |

## История
Основано в 1792 году. Согласно преданию, в давние времена, ещё до возникновения села, в данной местности зимы были значительно теплее, чем в окрестностях. Поэтому жители соседних сел пригоняли сюда скот на зимние кочёвки, причём последний всю зиму оставался на подножном корму. Благодаря сему эта местность была прозвана «Летником», а возникшее здесь впоследствии село «Летницким».
Летом 1808 года были составлены планы и по ним «разбиты» селения Летницкое, Преградное, Безопасное и Медвежеколодезное (Медвежье). В дальнейшем по архивным документам именно 1808 год значится датой образования этих населенных пунктов, хотя сведения о появлении первых поселенцев относятся к 1804—1805 годам.
В 1833 году построена Димитриевская церковь, с приделом во имя св. Георгия Победоносца, деревянная. В 1908 году построена Николаевская церковь. В 1911 году в селе действовали две церковно-приходские школы: мужская и женская и 2 училища Министерства народного просвещения: 2-классное и два одноклассных. До революции село входило в состав Медвеженского уезда Ставропольской губернии.
Советская власть установлена в конце декабря 1917 года. В июне 1918 года село было захвачено контрреволюционными силами генерала Деникина. Освобождено 22 февраля 1920 года.
В церкви села Летницкое крестили Михаила Горбачёва. 
В годы Великой Отечественной войны село было кратковременно оккупировано. Освобождено от немецко-фашистских захватчиков 22 января 1943 года
С 1990 года в селе действует храм Серафима Саровского 

## Население
Динамика численности населения
| 1873  | 1909  | 1926  |
| ----- | ----- | ----- |
| 4 076 | 9 470 | 7 323 |

| 1883  | 1884  | 2002  | 2010  | 2012  | 2013  | 2014  |
| ----- | ----- | ----- | ----- | ----- | ----- | ----- |
| 5523  | ↗5775 | ↘3146 | ↘3060 | ↘2988 | ↘2910 | ↘2837 |
| 2015  | 2016  | 2017  | 2018  | 2019  | 2020  | 2021  |
| ↘2762 | ↘2714 | ↘2665 | ↘2586 | ↘2521 | ↘2455 | ↘2415 |

### Известные люди
- Головенченко, Фёдор Михайлович (1899—1963) — известный литературовед и педагог, исследователь «Слова о полку Игореве».
- В селе жила Переверзева, Нина Васильевна (1929—2022) — Герой Социалистического Труда.